# Брегу, Майлинда
Майлинда Брегу (алб. Majlinda Bregu; 19 мая 1974, Тирана) — албанский политик, министр европейской интеграции с 2007 по 2013 год.
В 1996 году окончила факультет социальных наук Тиранского университета. Начиная с 2003 года занималась научным изучением проблемы домашнего насилия и практической реализацией политики гендерного равенства. Автором работ, посвященных сексуальности, положению женщин в Албании и проституции. Брегу защитила докторскую диссертацию по социологии (Sociology of cultural phenomena’s and normative process) в 2005 году в итальянском Урбинском университете. Училась по стипендии в Осло, Монреале и Франкфурте-на-Одере.
В апреле 2004 года была избрана в состав Национального совета Демократической партии Албании. На выборах 2005 года Брегу получила мандат члена парламента. В марте 2007 года она назначена пресс-секретарем правительства во главе с Сали Беришей.
Замужем, имеет двоих детей. Владеет английским, итальянским и испанским языками.